# SN 2011ef
SN 2011ef – supernowa typu IIb odkryta 18 lipca 2011 roku w galaktyce UGC 12640. W momencie odkrycia miała maksymalną jasność 17,70m.